# Voodoo Man
Voodoo Man è un film statunitense del 1944 diretto da William Beaudine e interpretato da Bela Lugosi, John Carradine e George Zucco.
Il film, inedito in Italia, presenta nella trama un'insolita commistione di riti magici, ipnosi e tecnologie scientifiche. Ralph Dawson, personaggio positivo della vicenda, è un giovane sceneggiatore che alla fine trae dalle sue avventure un copione intitolato Voodoo Man. Quando il produttore gli chiede chi dovrebbe essere il protagonista del film, Dawson suggerisce il nome di Bela Lugosi.

## Trama
Il dottor Richard Marlowe si avvale dell'aiuto di uno stregone per rapire giovani donne e sottoporle a un rito voodoo che dovrebbe restituire la vita a sua moglie Evelyn, in stato catalettico da più di venti anni.

## Produzione
Il film fu prodotto dalla Banner Productions.

## Distribuzione
Distribuito dalla Monogram Pictures Corporation, il film fu presentato in prima il giorno 21 febbraio 1944.